# Putahow Lake
Putahow Lake är en sjö i Kanada.   Den ligger i provinsen Manitoba, i den centrala delen av landet, 2 300 km nordväst om huvudstaden Ottawa. Putahow Lake ligger 323 meter över havet. Arean är 73 kvadratkilometer. Den sträcker sig 18,2 kilometer i nord-sydlig riktning, och 11,5 kilometer i öst-västlig riktning.
Trakten runt Putahow Lake är nära nog obefolkad, med mindre än två invånare per kvadratkilometer.